# Proailurus
Proailurus är ett utdött släkte i ordningen rovdjur som levde mellan senare oligocen och tidig miocen. Äldre zoologiska avhandlingar räknar släktet som äldsta kända anfader för familjen kattdjur. Efter nyare fylogenetiska undersökningar betraktas den numera som anfader för olika kattliknande rovdjur.
Individer i släktet var enligt rekonstruktioner lite större än dagens tamkatter, mankhöjden uppgick till 38 centimeter. Fossil av den äldsta kända arten, Proailurus lemanensis, hittades i 30 miljoner år gamla avlagringar i Frankrike.
Det antas att släktet Pseudaelurus utvecklades ur Proailurus. Pseudaelurus levde för cirka 20 miljoner år.